# Сатана в отпуске
Второй альбом риторических выступлений с лирическими и комическими вставками.

Герметичная смысловая композиция со входом и, кажется, без выходов.

Добро пожаловать на нашу замысловатую дискотеку!

Удачи!
«Сатана в отпуске» — второй студийный альбом петербургской группы «Есть Есть Есть», вышедший 11 декабря 2012 года и насчитывающий 10 композиций.

## История создания
18 августа 2012 года группа выступила в «China-Town Cafe», исполнив все треки из первого альбома и представив новые.
11 декабря 2012 года состоялась интернет-премьера второго альбома группы — «Сатана в отпуске». Записью и сведением вновь занимался Сергей Наветный (студия «Интерзвук»), а оформлением — вновь Ольга Берковская (буквы), а также Маша Давыдова (картинки). Презентация альбома прошла в клубе «ДаДа».
В альбом вошла песня «Святки» — 14-минутная эпическая хип-хоп сага, являющаяся самой продолжительной композицией в репертуаре и изначально созданная ещё во времена 2H Company в 2009 году для музея Анны Ахматовой в Фонтанном доме к юбилею поэтессы.
Фронтмен группы Михаил Феничев дал следующие пояснения об альбоме: «На новом альбоме большинство текстов были написаны два-три года назад. Исключение — „Капитошки“ об общественно-политической ситуации последнего года в России и, собственно, „Сатана в отпуске“. Название альбома и одноимённая песня делались почти случайно. Максим Поляков перечислял кучу придуманных им названий, и фраза про сатану у меня сразу зацепилась за голову. Ну, непонятка такая: что сатане делать в отпуске? Куда ему ещё больше отрываться? Как ему отдыхать от своих дел? Лежал, полночи и думал об этом».
Мы наконец-то начали понимать, что хотим делать в плане музыки. Предыдущий альбом мы придумали, а потом на концерте его перепридумали... А этот как-то сразу появился. Вот так.Максим Поляков
Мы стали играть проще. Лавина звука, которая нас мучила в первых песнях немножечко сошла на нет. Мы стали лучше раскладывать партии, как мне кажется. Несмотря на то, что альбом практически целиком в ми миноре, он не звучит однообразно.Фёдор Погорелов

### Винил
22 ноября 2014 года в баре «Mishka» (совладельцем которого является Кирилл Иванов из группы СБПЧ) состоялась презентация выпущенной на независимом лейбле «Vinylbox Records» ограниченным тиражом в 300 копий двойная виниловая пластинка «Сатана В Отпуске + Edit Edit Edit», в которую кроме шести композиций Михаила Феничева из оригинального издания вошли также три бонусных трека из дебютного альбома («Зубная Паста», «Олимпиада», «Зима» — все с пометкой «Edit Edit Edit»), но в новом исполнении, записанные на петербургской студии грамзаписи «Мелодия», сведением и мастерингом занимался Владимир Носырев.

## Критика
Владислав Моисеев из издания «Русский репортёр» отмечал, что в сравнении с предыдущими работами Михаила Феничева, лирический герой — ленивый диванный философ-интеллектуал — показан на этот раз с новой стороны: «в нескольких композициях слышен голос „рассерженного горожанина“». По замечанию корреспондента, Феничев впервые активно среагировал на социальную и политическую действительность и «едва скрывает свою симпатию и сочувствие к оппозиционерам, печень которых активно мажут по асфальту», также в песнях иногда упоминается «садящийся в майбах патриарх со складным крестиком на головном уборе и другие забавные политические реалии уходящего года». Моисеев назвал песню «Журналистовцы» одной из ярчайших в альбоме: «Посвящена кремлёвскому пулу журналистов: герой проходится по личностям многих „разоблачителей“ революций, заговоров и иронически умоляет со-со-со-соловьевцев-мамонтовцев-сурковцев: „Пожалуйста, счастье не разоблачайте“».

## Список композиций
| №                   | Название            | Длительность |
| ------------------- | ------------------- | ------------ |
| 1.                  | «Интро»             | 1:39         |
| 2.                  | «Гомер»             | 6:43         |
| 3.                  | «День Победы»       | 4:09         |
| 4.                  | «Святки»            | 14:34        |
| 5.                  | «Плёнка»            | 3:55         |
| 6.                  | «Капитошки»         | 5:03         |
| 7.                  | «Журналистовцы»     | 5:38         |
| 8.                  | «Уже»               | 3:53         |
| 9.                  | «Поэма героика»     | 1:42         |
| 10.                 | «Сатана в отпуске»  | 7:47         |
| Общая длительность: | Общая длительность: | 55:03        |

## Список композиций переиздания
| №  | Название      | Длительность |
| -- | ------------- | ------------ |
| 1. | «Гомер»       | 6:43         |
| 2. | «День Победы» | 4:09         |

| №  | Название           | Длительность |
| -- | ------------------ | ------------ |
| 1. | «Капитошки»        | 5:03         |
| 2. | «Сатана В Отпуске» | 7:47         |

| №  | Название        | Длительность |
| -- | --------------- | ------------ |
| 1. | «Журналистовцы» | 5:38         |
| 2. | «Святки»        | 14:34        |

| №  | Название                        | Длительность |
| -- | ------------------------------- | ------------ |
| 1. | «Зубная Паста (Edit Edit Edit)» | 6:40         |
| 2. | «Олимпиада (Edit Edit Edit)»    | 6:08         |
| 3. | «Зима (Edit Edit Edit)»         | 4:07         |